# Сланцевая нефть
Нефть низкопроницаемых коллекторов (также нефть (высоко)плотных коллекторов, в популярном словоупотреблении сланцевая нефть) — углеводородные ресурсы, состоящие из лёгкой нефти, находящейся в коллекторах с низкой проницаемостью (плотных), таких как сланцы, плотные песчаники, известняки.
Экономически оправданная добыча подобных углеводородов зачастую требует применения многостадийного гидроразрыва пласта и точного наклонно-направленного бурения с протяжёнными горизонтальными участками.
С 2005—2010-х гг. США и, в меньшей мере, Канада активно наращивали добычу такой нефти в ходе так называемой «сланцевой революции» (так, в 2011 году её производство этими странами достигло 1 млн баррелей в день, в 2012 — 2 млн, в 2013 — 3 млн, в начале 2014 превысило 3,5 млн баррелей в день, составив примерно 4,3 % от мировой добычи всех типов нефти).

## Различия в терминологии
В настоящее время в англоязычных источниках существуют различия в использовании термина «shale oil».
По классификации Международного энергетического агентства (МЭА) следует отличать tight oil от oil shale — нефтяных сланцев (горючих сланцев), богатых керогеном (твёрдым углеводородом), и от shale oil — сланцевой нефти, полученной из горючих сланцев. МЭА рекомендует применять термин «light tight oil» для лёгкой нефти, добытой из сланцевых пластов или из других низкопроницаемых коллекторов и формаций.
Отчёт «World Energy Resources 2013» организации World Energy Council использует термин «tight oil».
Управление энергетической информации Министерства энергетики США (Energy Information Administration) для обозначения углеводородов, добытых из низкопроницаемых коллекторов, применяет термины англ. tight oil — для нефти из низкопроницаемых коллекторов и англ. shale gas — для природного газа.

## Крупнейшие формации сланцевой нефти[неизвестный термин]в мире
Формации, перспективные с точки зрения добычи сланцевой нефти[неизвестный термин]:
- В США: Баккеновская формация, Eagle Ford Shale, Niobrara Formation, формация Барнетт, формация Марцеллус;
- Аргентина: Vaca Muerta oil field[9];
- Австралия: Coober Pedy;
- Мексика: Chicontepec Formation[1];
- Россия, Западная Сибирь: Баженовская свита (Баженовская формация, англ. Bazhenov Formation), Ачимовская толща (Achimov Formation);
- Сирия: R’Mah Formation;
- Северная часть Персидского залива: Sargelu Formation;
- Оман: Athel Formation.

В июне 2013 года Управление энергетической информации Минэнерго США опубликовало отчёт «Technically Recoverable Shale Oil and Shale Gas Resources: An Assessment of 137 Shale Formations in 41 Countries Outside the United States» об извлекаемых ресурсах нефти и газа плотных сланцевых коллекторов в мире. Однако из отчёта были исключены несланцевые плотные коллекторы, такие как песчаники и карбонаты (carbonate rock), формации, находящиеся глубже крупных традиционных месторождений на Среднем Востоке и в Каспийском регионе, шельфовые формации, а также малоисследованные месторождения. Оценивались лишь качественные месторождения, разработка которых наиболее вероятна.
В 2012 году в США было пробурено более 4 тыс. скважин для добычи «shale oil» («tight oil»), ежегодно около 2 тыс. скважин бурится на месторождении Баккен.
Максимальное число нефтяных буровых установок в США и Канаде было зафиксировано в октябре 2014 г. — 1609 шт. После обвала мировых цен на нефть в конце 2014 года компании, добывающие нефть из плотных коллекторов, начали сокращать капиталовложения в развитие проектов. По состоянию на 13 февраля 2016 года общее число работающих нефтяных буровых установок в США снизилось до 439 штук, то есть до минимума с января 2010 г., при этом снижение продолжалось уже восемь недель подряд. Компания «Whiting Petroleum» объявила о завершении бурения с 1 апреля, останавливает добычу и сокращает расходы на 80 %. Её конкуренты — Hess Corp и Continental Resources также активно сокращали затраты, правда таких масштабов, как у Whiting Petroleum, нет ни у кого. Однако за 2015—2016 годы американские сервисные компании добились значительного снижения себестоимости добычи нефти из плотных (сланцевых) коллекторов. Согласно докладу Управления энергетической информации Министерства энергетики США, себестоимость добычи углеводородов на пяти основных сухопутных нефтегазовых плеях в США (Баккен, Игл Форд, Марцеллус, Мидланд и Делавер) за 2014—2015 гг. снизилась примерно на 15-20 %, а продуктивность пробурённых скважин возросла порядка на 10-15 %.
В то же время в начале 2017 года себестоимость добычи сланцевой нефти на наиболее крупных месторождениях в США была ещё в несколько раз выше стоимости добычи нефти из традиционных коллекторов в странах ОПЕК и в других нефтедобывающих странах (включая Россию): 40-60 долл. за баррель сланцевой нефти в США и 8-10 долл. за баррель нефти в странах ОПЕК.

## Характеристики
Месторождения нефти низкопроницаемых коллекторов в сланцевых и прилегающих к ним горных породах разнообразны и сильно изменяются в параметрах даже на небольшом расстоянии. Поэтому для каждой горизонтальной скважины достигается различное значение добытой нефти, добыча на одном месторождении и даже на соседних скважинах часто различается. Из-за этого усложняется эксплуатация, принятие решений и прогнозирование работы месторождения. Добыча нефти из низкопроницаемых коллекторов требует, чтобы в парах резервуара содержалось не менее 15—20 % природного газа. Если такой коллектор содержит только нефть, его разработка экономически не оправдана.
Нефть, добытая из подобных коллекторов, часто содержит значительное количество растворённого природного и других газов, и требует дополнительной подготовки перед хранением или транспортировкой. Отсутствие такой подготовки стало одним из факторов, приводивших к взрывам цистерн во время перевозки, например в Лак-Мегантик (Квебек, 2013).
Объёмы добычи нефти на сланцевых формациях в США существенно зависят от динамики цены нефти марки WTI. Примерно через полгода после изменения цены меняется буровая активность, а вместе с ней и объёмы добычи. Эти изменения и их ожидания столь значительны, что сами влияют на цену нефти и значит на объёмы добычи в будущем.